# یوسو اتزانیز
یوسو اتزانیز (انگلیسی: Josu Etxaniz؛ زادهٔ ۶ دسامبر ۱۹۸۵) بازیکن فوتبال اهل اسپانیا است.
از باشگاه‌هایی که در آن بازی کرده‌است می‌توان به باشگاه فوتبال ایبار و باشگاه فوتبال زامورا اشاره کرد.